# May Pen
May Pen – miasto na Jamajce, ośrodek administracyjny i największe miasto regionu Clarendon. Liczy około 60 000 mieszkańców.
Miejsce urodzenia muzyka reggae i ska Fredericka "Tootsa" Hibberta, solisty zespołu Toots and the Maytals.
W mieście rozwinął się przemysł chemiczny oraz spożywczy.